# 광둥 레오파스
광둥 레오파스(중국어 간체자: 广东猎豹队)는 중국야구리그(CBL) 소속의 야구팀이다. 2002년 리그 첫 해부터 참여하고 있으며 중국 광둥성 광저우시를 연고로 하고 있다.

## 팀명
- 2002년 광둥 싼띠엔(번개)로 창단
- 2003년 광둥 레오파스로 팀 이름 변경